# Phyllostegia brevidens
Phyllostegia brevidens är en kransblommig växtart som beskrevs av Asa Gray. Phyllostegia brevidens ingår i släktet Phyllostegia och familjen kransblommiga växter. Inga underarter finns listade i Catalogue of Life.